# Fiat Duna
Der Fiat Duna war ein Pkw-Modell des italienischen Automobilherstellers Fiat. Es wurde von 1985 bis Ende 2000 produziert.
Der Duna basierte auf der verlängerten Plattform des Uno. Er unterschied sich vom Uno äußerlich durch sein Stufenheck, seitliche Blechsicken (wie beim Fiorino), die höhere, über die Kotflügel reichende Motorhaube, unter der das Reserverad Platz hatte und durch den Chromschmuck. Die Hinterradaufhängung an trapezförmigen Querlenkern und Dämpferbeinen statt der Verbundlenkerachse des Uno geht auf den Fiat 128 zurück. Produziert wurde der Duna in Argentinien (El Palomar, bis 2000) und in Brasilien (Betim, bis 1995), dort als Fiat Premio. Als Premio war er auch als zweitürige Limousine erhältlich.
Wesentlich zum Erfolg des Duna beigetragen hat sein für diese Fahrzeugklasse großer Kofferraum. In Italien wurde der Duna als Lieferwagen für den gewerblichen Einsatz auch mit drei Türen unter dem Namen Fiat Penny verkauft, auf dem britischen Markt als Fiat Citivan. Die hinteren Seitenteile hatten bei diesem Modell keine Fenster; der durchgängige Laderaum war vom Fahrerraum durch ein Schutzgitter abgetrennt. Es gab ihn mit einem 1,1-Liter-Ottomotor mit 43 kW (58 PS) oder einem 1,7-Liter-Dieselmotor mit 44 kW (60 PS).
Der Wagen wurde ab 1987 auch nach Europa exportiert, darunter auch in das Fiat-Heimatland Italien. Die Limousine wurde nur bis 1991 angeboten, dann wegen Erfolglosigkeit aus dem Programm genommen. Die Kombivariante wurde dagegen bis 1997 angeboten. Sie hieß zunächst (wie in Argentinien) Duna Weekend, wurde nach der Streichung der Limousine aus dem europäischen Angebot Ende 1991 in Fiat Elba (wie in Brasilien) umbenannt. Der Elba wurde in Italien in den letzten Jahren unter dem Markennamen Innocenti angeboten. Nach Deutschland kam der Duna nicht.

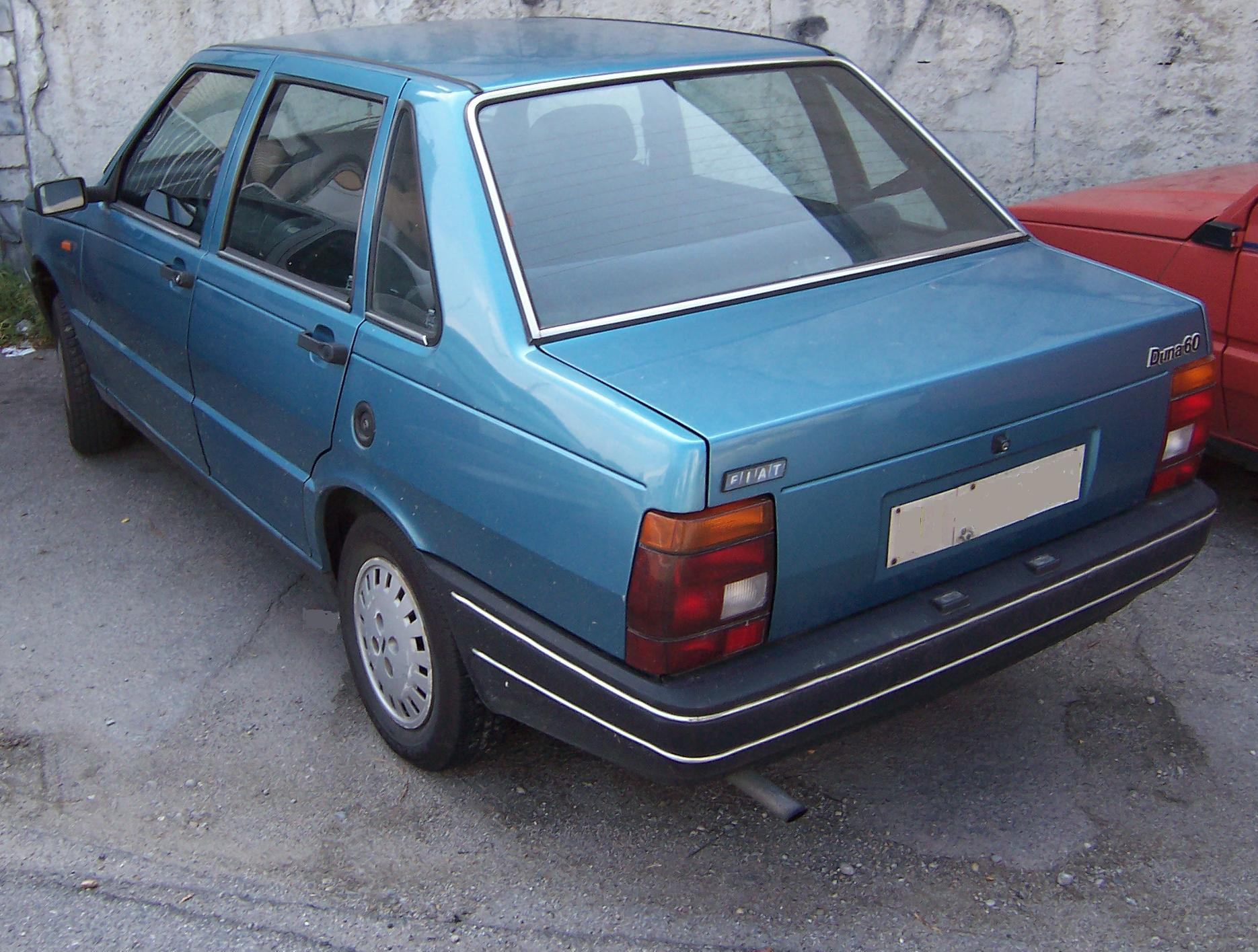
Fiat Duna Stufenheck (1987–1991)
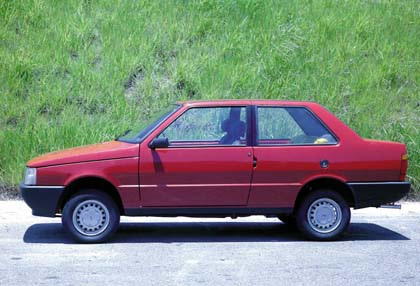
Fiat Premio als zweitürige Limousine
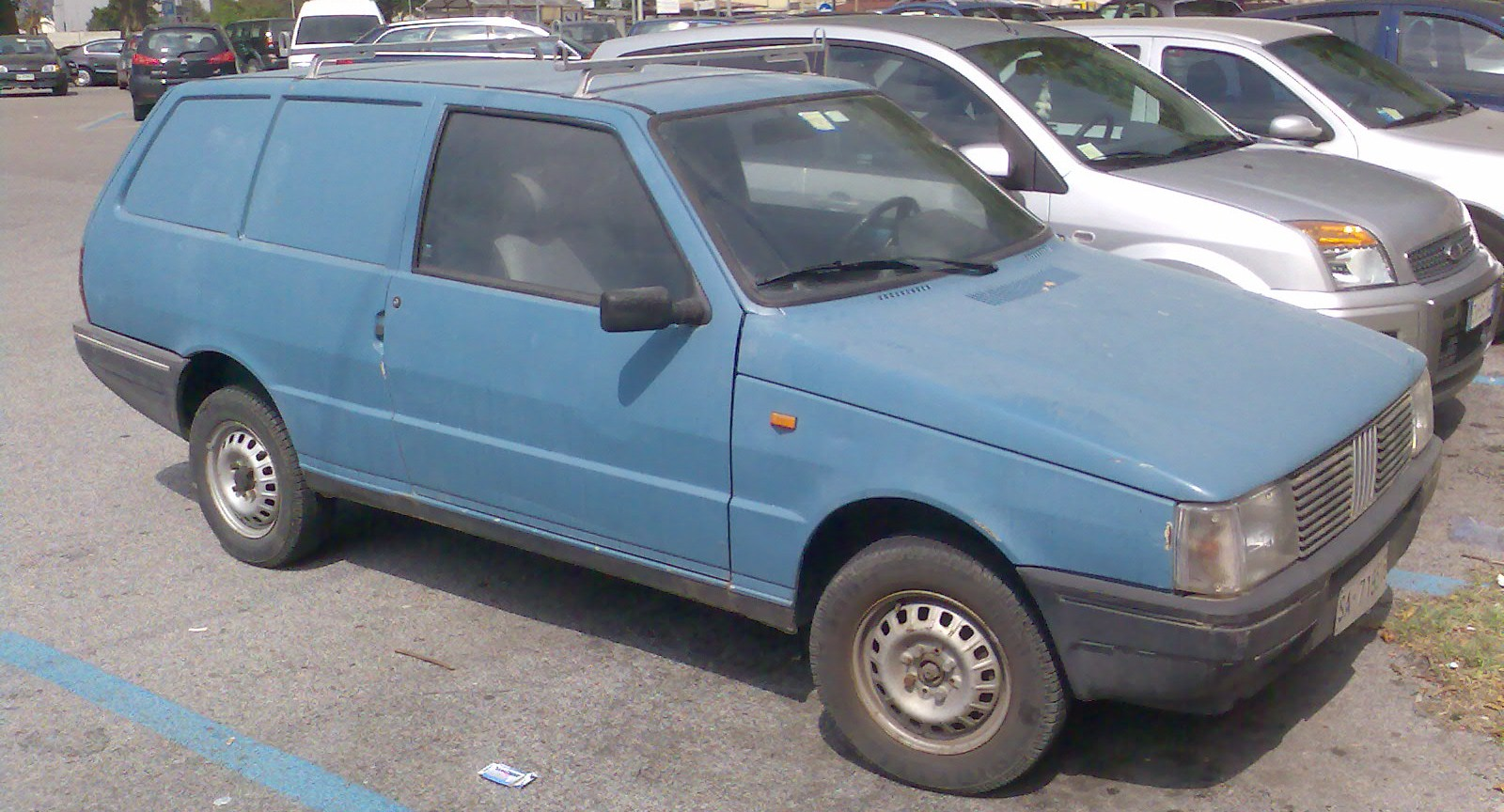
Fiat Penny
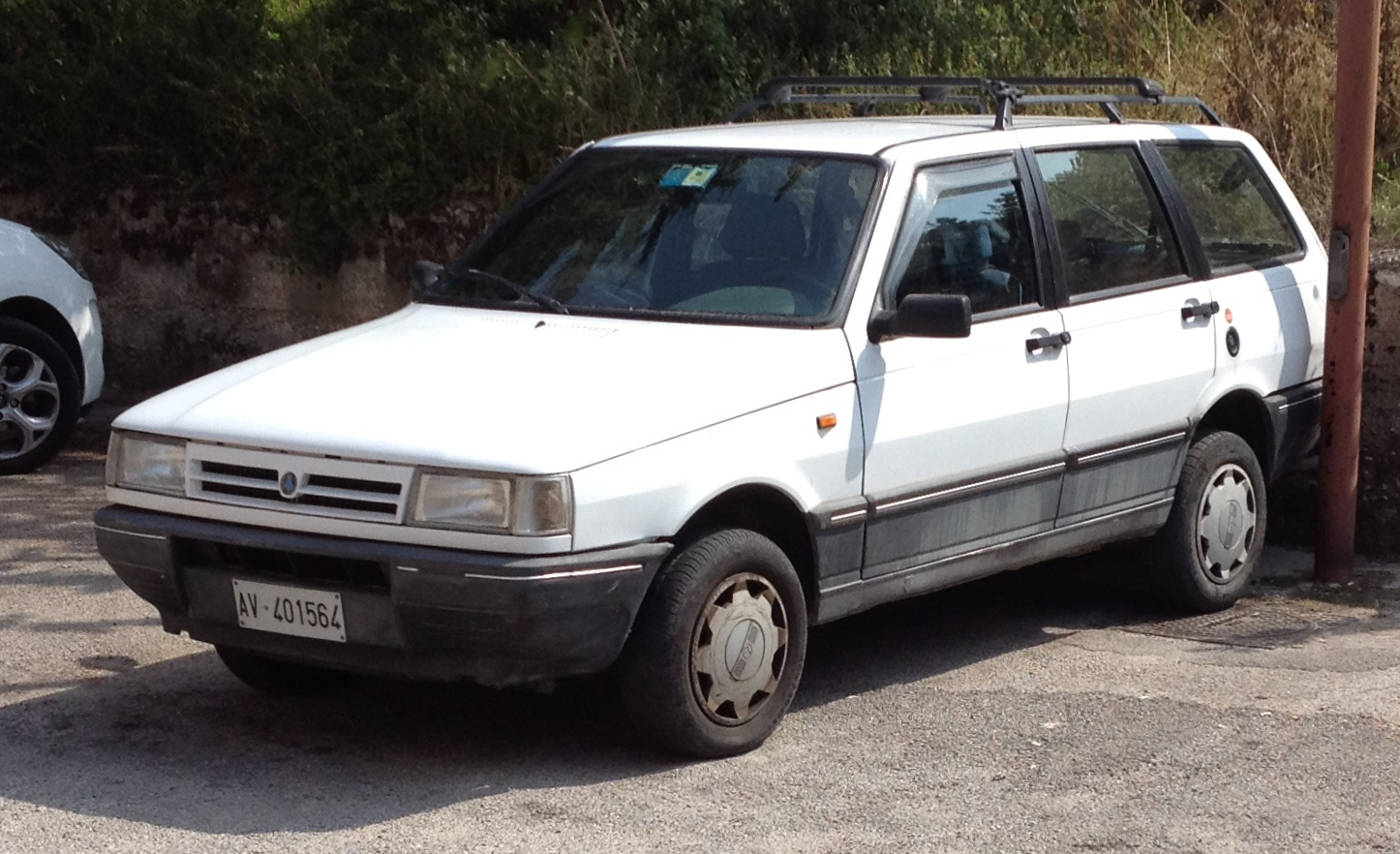
Späte Exemplare wurden in Italien als Innocenti Elba verkauft